# طاهره آذرپیوند
طاهره آذرپیوند (زاده ۲۱ شهریور ۱۳۷۲ در شهر یاسوج استان کهگیلویه و بویراحمد) کوراش‌کار و جودوکار زن اهل ایران است. او که سابقه عضویت در تیم‌های ملی جوانان و بزرگسالان جودو ایران را دارد، در مسابقات کشوری، آسیایی و جهانی توانسته حضور یابد و در کارنامه او کسب مدال طلا،‌ نقره و برنز هم به چشم می‌آید.
آذرپیوند از سال ۱۳۸۹ فعالیت خود در رشته‌های جودو و کوراش را آغاز کرده و بیش از یک دهه است که در تیم ملی عضویت دارد. در کارنامه او حضور در ۲ دوره بازی‌های آسیایی به چشم می‌خورد و در بازی‌های آسیایی ۲۰۱۸ جاکارتا و بازی‌های آسیایی ۲۰۲۲ هانگژو حضور یافته است.

## افتخارات
- مدال طلا رقابت‌های کاپ آسیا (قرقیزستان ۲۰۱۵)[۲۱][۲۲]
- مدال نقره رقابت‌های قهرمانی آسیا (لبنان ۲۰۱۶)
- مدال طلا بازی‌های آسیایی جاکارتا (اندونزی ۲۰۱۸)[۲۳]
- مدال برنز رقابت‌های قهرمانی آسیا (تاجیکستان ۲۰۲۲)[۲۴]
- مدال برنز رقابت‌های قهرمانی جهان (هند ۲۰۲۲)[۲۵][۲۶][۲۷]
- مدال نقره رقابت‌های قهرمانی آسیا (چین ۲۰۲۳)[۲۸]
- مدال برنز رقابت‌های قهرمانی جهان (ترکمنستان ۲۰۲۳)